# Jan Zoetelief Tromp

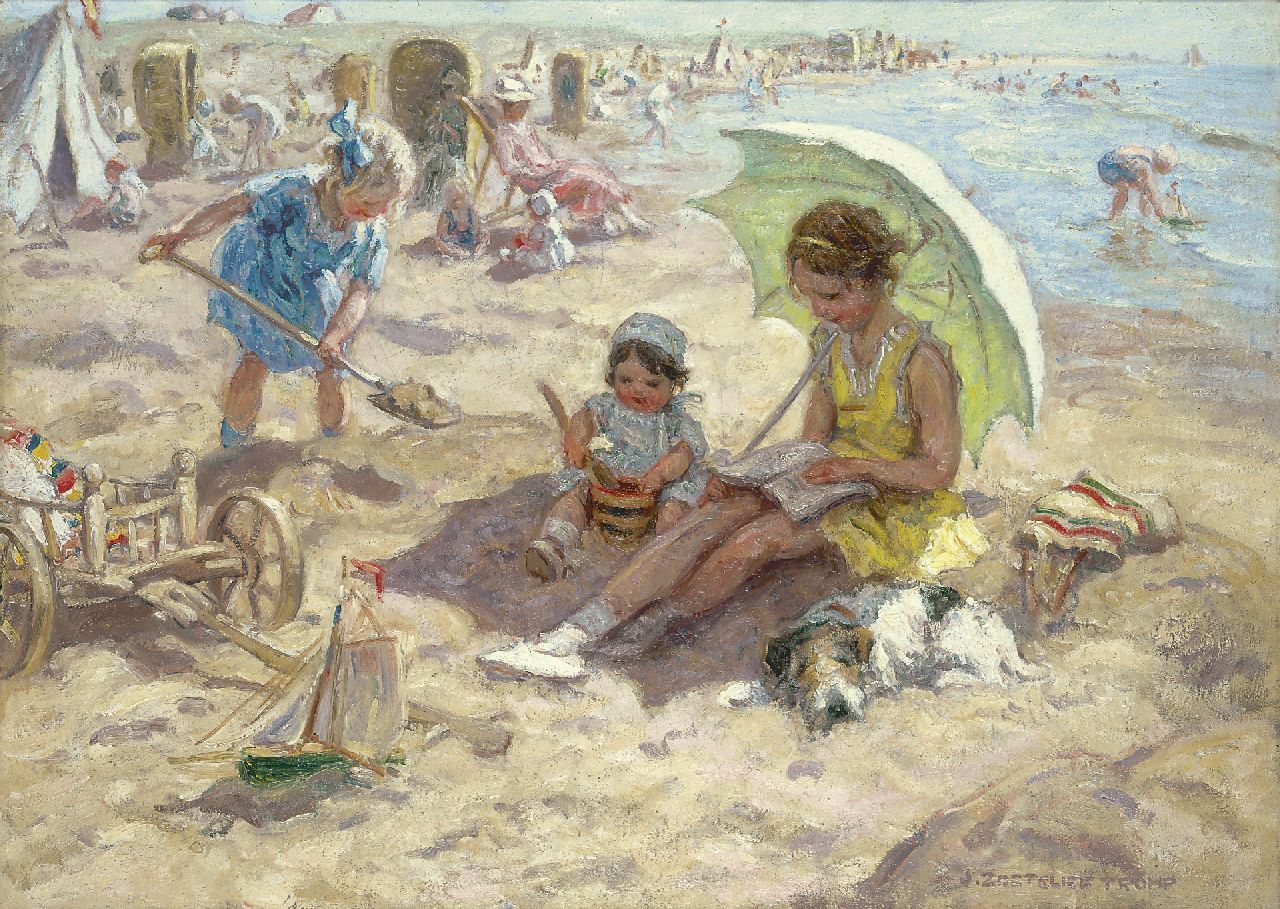
Spielende Kinder auf dem Strand von Katwijk

Jan Zoetelief Tromp (* 13. Dezember 1872 in Batavia; † 28. September 1947 in Breteuil-sur-Iton) war ein niederländischer Maler des Impressionismus. Er malte hauptsächlich Genreszenen mit Kindern. 
Jan Zoetelief Tromp wurde in Niederländisch-Indien geboren, als Sohn des Beamten Jan Walle Tromp und Henriëtte Gertrude Zoetelief. Es wurde bei ihm früh die Taubheit diagnostiziert. Im Alter von drei Jahren reiste er mit seiner Großmutter Zoetelief in die Niederlande. Er besuchte die Grundschule in einer Einrichtung für Taube und Stumme in Rotterdam, um Sprechen und Lippenlesen zu lernen. Erst 1884 kehrte er mit seiner Großmutter nach Niederländisch-Indien zurück. Dort fügte er seinem eigenen Namen den Nachnamen „Zoetelief“ hinzu, als Zeichen der Dankbarkeit für das, was seine Großmutter für ihn getan hat. 1886 kehrte die ganze Familie in die Niederlande zurück.

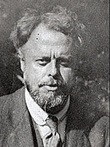
Jan Zoetelief Tromp (ca. 1910)

Von 1887 bis 1893 studierte er an der Koninklijke Academie van Beeldende Kunsten in Den Haag und von 1893 bis 1895 an der Rijksakademie van beeldende kunsten in Amsterdam bei August Allebé.
Sein Schaffen wurde stark vom Impressionismus beeinflusst. Er malte fast ausschließlich Erwachsene und Kinder in grünen Landschaften und auf Badestränden.
Er heiratete Maria Blommers, eine Tochter von Bernard Blommers. Ab 1906 verbrachte er die Sommermonate in der Künstlerkolonie Katwijk, von 1919 bis 1928 wohnte er dort ganzjährig. Er besuchte 1919 Angerlo und Nunspeet.
Jan Zoetelief Tromp zog 1928 endgültig nach Breteuil, einem Dorf in der Region Haute-Normandie, wo sein Sohn eine Hühnerfarm errichtete.